# Телеснин, Роман Владимирович
Роман Владимирович Телеснин (1905—1985) — физик-магнитолог, доктор физико-математических наук, профессор физического факультета МГУ, заслуженный деятель науки и техники РСФСР.

## Биография
Родился 7 июля 1905 года в Смоленске. Окончил физико-математический факультет Киевского института народного образования (1926).
Защитил диссертацию «Влияние магнитной вязкости на скорость изменения намагниченности железа» на учёную степень кандидата физико-математических наук (1938). Защитил диссертацию О некоторых закономерностях магнитной вязкости» на учёную степень доктора физико-математических наук (1950).
Работал в МГУ с 1939 года. В годы Великой Отечественной войны широкое применение нашёл прибор для экспрессного испытания головок бронебойных снарядов, сконструированный Телесниным.
Профессор кафедры общей физики физического факультета МГУ (1952–1985). Заведующий проблемной лабораторией микроэлектроники физического факультета МГУ (1958–1985). Заместитель декана физического факультета по учебной работе (1942—1944). Заместитель декана по строительству и оборудованию нового здания физического факультета (1950—1954).
Умер 6 августа 1985 года в Москве.

## Область научных интересов
Физика динамических процессов в магнитных материалах, магнитная вязкость ферромагнитных металлов и сплавов, процессы перемагничивания ферритов.

## Публикации
Автор научных работ и руководитель трёх кандидатских диссертаций .
Основные труды:
- «Методы и аппаратура для исследования импульсных свойств тонких магнитных плёнок» (соавт., 1970),
- учебник «Курс физики. Электричество» (1960),

учебные пособия: 
- «Реальные газы, жидкости и твёрдые тела» (1957),
- «Краткий курс молекулярной физики» (1958),
- «Молекулярная физика» (1965).

Соавтор научного открытия «Явление разрыва доменных стенок в ферромагнетиках под воздействием магнитных полей» (1975).

## Награды
- Орден Трудового Красного Знамени (1954).
- Лауреат премии имени М. В. Ломоносова (1972) за цикл коллективных работ «Исследование импульсного перемагничивания тонких плёнок».
- Заслуженный деятель науки и техники РСФСР (1976).